# Shirley Robertson
Shirley Ann Robertson (Dundee, 15 de julio de 1968) es una deportista británica que compitió en vela en las clases Laser Radial, Europe e Yngling.
Participó en cuatro Juegos Olímpicos de Verano, obteniendo dos medallas, oro en Sídney 2000 (clase Europe) y oro en Atenas 2004 (clase Yngling junto con Sarah Webb y Sarah Ayton), el noveno lugar en Barcelona 1992 (Europe) y el cuarto en Atlanta 1996 (Europe).
Ganó dos medalla en el Campeonato Europeo de Laser Radial, en los años 1986 y 1988, cuatro medallas en el Campeonato Mundial de Europe entre los años 1993 y 2000, y una medalla de plata en el Campeonato Europeo de Europe de 1999. Además, obtuvo una medalla de bronce en el Campeonato Mundial de Yngling de 2007.
En 2000 fue nombrada Regatista Mundial del Año por la Federación Internacional de Vela.

## Palmarés internacional
| Campeonato Europeo | Campeonato Europeo | Campeonato Europeo | Campeonato Europeo |
| Año                | Lugar              | Medalla            | Clase              |
| ------------------ | ------------------ | ------------------ | ------------------ |
| 1986               | Morges (Suiza)     | Medalla de plata   | Laser Radial       |
| 1988               | Ostende (Bélgica)  | Medalla de bronce  | Laser Radial       |

| Juegos Olímpicos   | Juegos Olímpicos             | Juegos Olímpicos  | Juegos Olímpicos |
| Año                | Lugar                        | Medalla           | Clase            |
| ------------------ | ---------------------------- | ----------------- | ---------------- |
| 2000               | Sídney (Australia)           | Medalla de oro    | Europe           |
| Campeonato Mundial |                              |                   |                  |
| Año                | Lugar                        | Medalla           | Clase            |
| 1993               | Århus (Dinamarca)            | Medalla de plata  | Europe           |
| 1998               | Travemünde (Alemania)        | Medalla de plata  | Europe           |
| 1999               | Melbourne (Australia)        | Medalla de bronce | Europe           |
| 2000               | Salvador (Brasil)            | Medalla de plata  | Europe           |
| Campeonato Europeo |                              |                   |                  |
| Año                | Lugar                        | Medalla           | Clase            |
| 1999               | Hayling Island (Reino Unido) | Medalla de plata  | Europe           |

| Juegos Olímpicos   | Juegos Olímpicos   | Juegos Olímpicos  | Juegos Olímpicos |
| Año                | Lugar              | Medalla           | Clase            |
| ------------------ | ------------------ | ----------------- | ---------------- |
| 2004               | Atenas (Grecia)    | Medalla de oro    | Yngling          |
| Campeonato Mundial |                    |                   |                  |
| Año                | Lugar              | Medalla           | Clase            |
| 2007               | Cascaes (Portugal) | Medalla de bronce | Yngling          |